# Текали (Марнеульский муниципалитет)
Текели (груз. თექალი, азерб. Təkəli) — село Марнеульского муниципалитета, края Квемо-Картли республики Грузия с 97 %-ным азербайджанским населением. Находится на юге Грузии, на территории исторической области Борчалы.

## История

### Новейшая история
Текалинский процесс
Текали самый близкий населенный пункт к точке пересечения границ Азербайджана, Армении и Грузии. Село находится в низине и с крайнего дома этого села открывается вид на азербайджанские и армянские позиции, расположенные на холмах.
В марте 2011 здесь стартовал Текалинский процесс и было организовано первое гражданское слушание на тему «Медиация Грузии в армяно-азербайджанском конфликте: за и против», на котором участвовали эксперты, журналисты и представители НПО из Тбилиси, Марнеули, Баку, Еревана и Ванадзора, представители общественности приграничного города Ноемберян. С согласия спонсоров данного проекта – NED, и по инициативе его исполнителей - Кавказского Центра Миротворческих Инициатив (Армения) в сотрудничестве с волонтерами Ассоциации «Текали», запланированный на проведение в Тбилиси проект был перемещен в Текали, что дало возможность значительно расширить круг участников.
В течение 2012-2013 годов здесь проведено 9 гражданских слушаний в южнокавказском формате по проблемам демократии и прав человека.
В июле 2013 года участники Текалинского процесса провели рабочую встречу в Берлине по обсуждению имплементации «Социальной модели разрешения конфликтов» в Текали.
По приглашению члена парламента Германии Виолы вон Крамон участники инициативы провели также обсуждение в Бундестаге, на котором присутствовали представители парламента, правительства, академических и неправительственных институтов Германии.
28 апреля 2012 года, для 20 учеников старших классов Текалинской средней школы, в рамках программы «Зимний университет для молодых доноров. Грузия 2012», были проведены специальные тренинги на тему «Донорство крови». Тренинги были организованы совместно с общественными организациями Азербайджана: «Ассоциация доноров крови» и «Вклад молодежи», а также местным «Центром молодежи Марнеули».
В период с 30 августа по 4 сентября 2012 года в селе Текали, находящемся на стыке трех закавказский республик, прошёл первый Фестиваль Кавказских фильмов, на котором были представлены короткометражные документальные и художественные фильмы из Грузии, Азербайджана и Армении. Организаторами фестиваля выступили: Ассоциация «Текали» (Грузия), Центр Регионального Партнерства и Развития Общин (Азербайджан) и Кавказский Центр Миротворческих Инициатив (Армения). Фестиваль был организован при финансовой поддержке «Германского фонда Маршала» (США).

## География
Граничит с такими сёлами как Качагани, Диди-Муганло, Кирихло, Меоре-Кесало, Пирвели-Кесало, Кирач-Муганло и Ханджи-Газло Марнеульского муниципалитета.

## Население
По данным Государственного статистического комитета Грузии, согласно официальной переписи 2002 года, численность населения села Текали составляет 1682 человека и на 97 % состоит из азербайджанцев.

## Экономика
Население в основном занимается сельским хозяйством, овцеводством, скотоводством и овощеводством.

## Достопримечательности
- Мечеть имени Имама Хусейна[7]
- Средняя школа[8]

## Известные уроженцы
Ашуг Рамин - победитель «Конкурса Озанов-Ашугов», проведенного азербайджанским телеканалом «Lider TV» в 2007 году.